# Balduina (botanica)
 Balduina  Nutt., 1818 è un genere di piante angiosperme dicotiledoni della famiglia delle Asteraceae, sottofamiglia Asteroideae, tribù Helenieae e sottotribù Gaillardiinae.

## Etimologia
Il nome del genere è stato dato in onore del botanico americano William Baldwin (1779–1819).
Il nome scientifico del genere è stato definito dal botanico Thomas Nuttall (1786-1859) nella pubblicazione " The Genera of North American Plants. Philadelphia, USA" (  Gen. N. Amer. Pl. [Nuttall]. 2: 175) del 1818.

## Descrizione

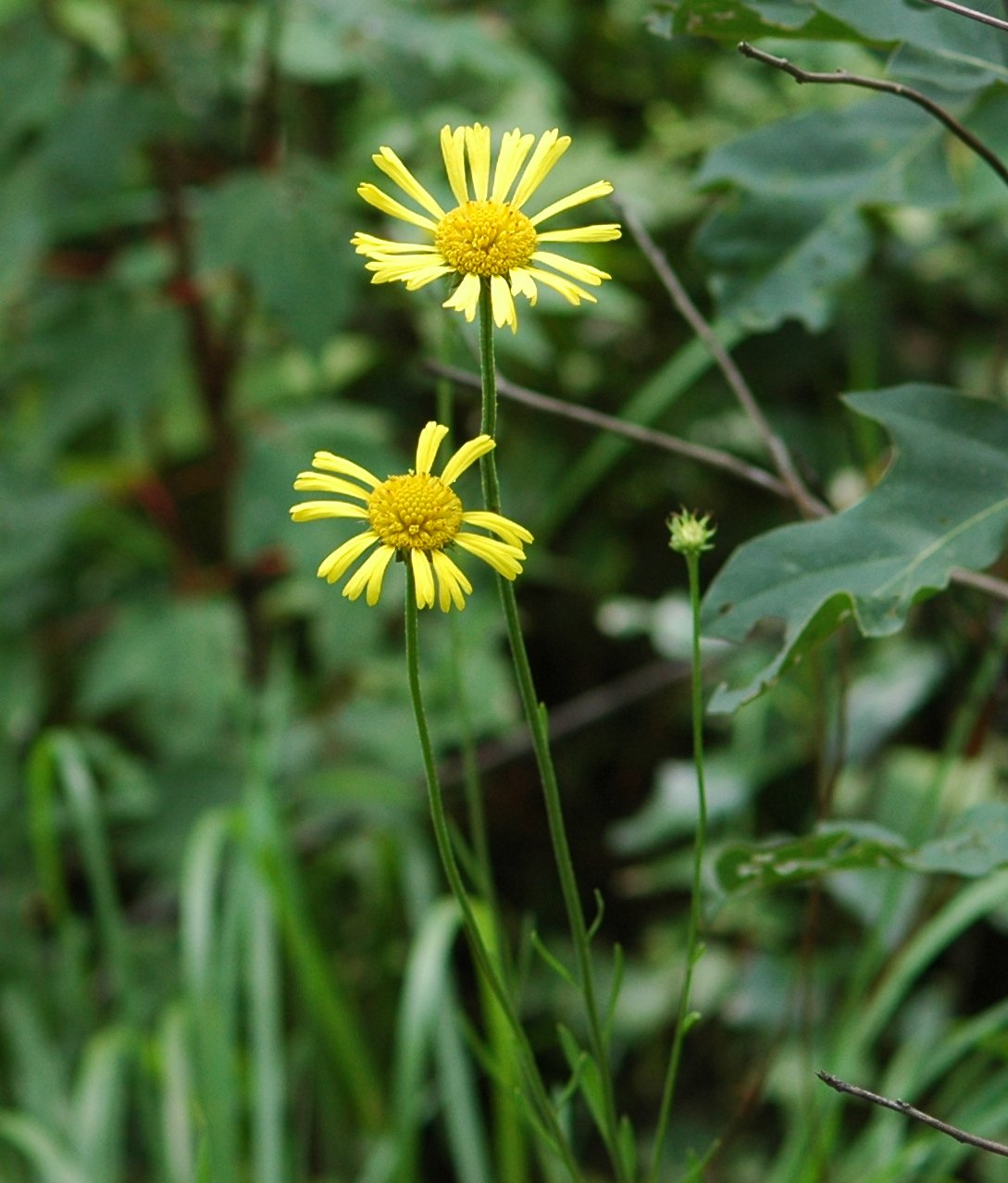
Il portamento
Balduina uniflora

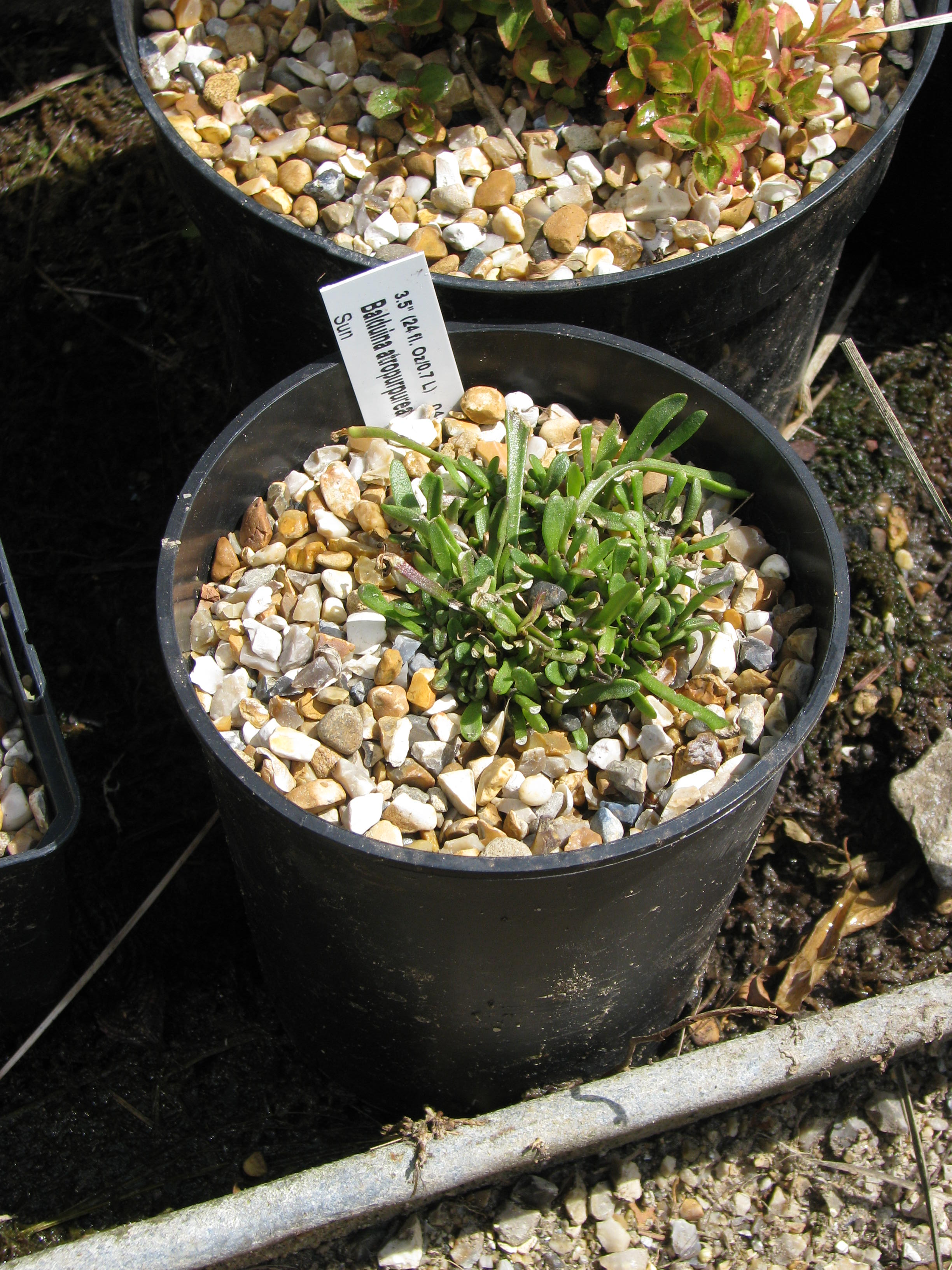
Le foglie
Balduinia_atropurpurea

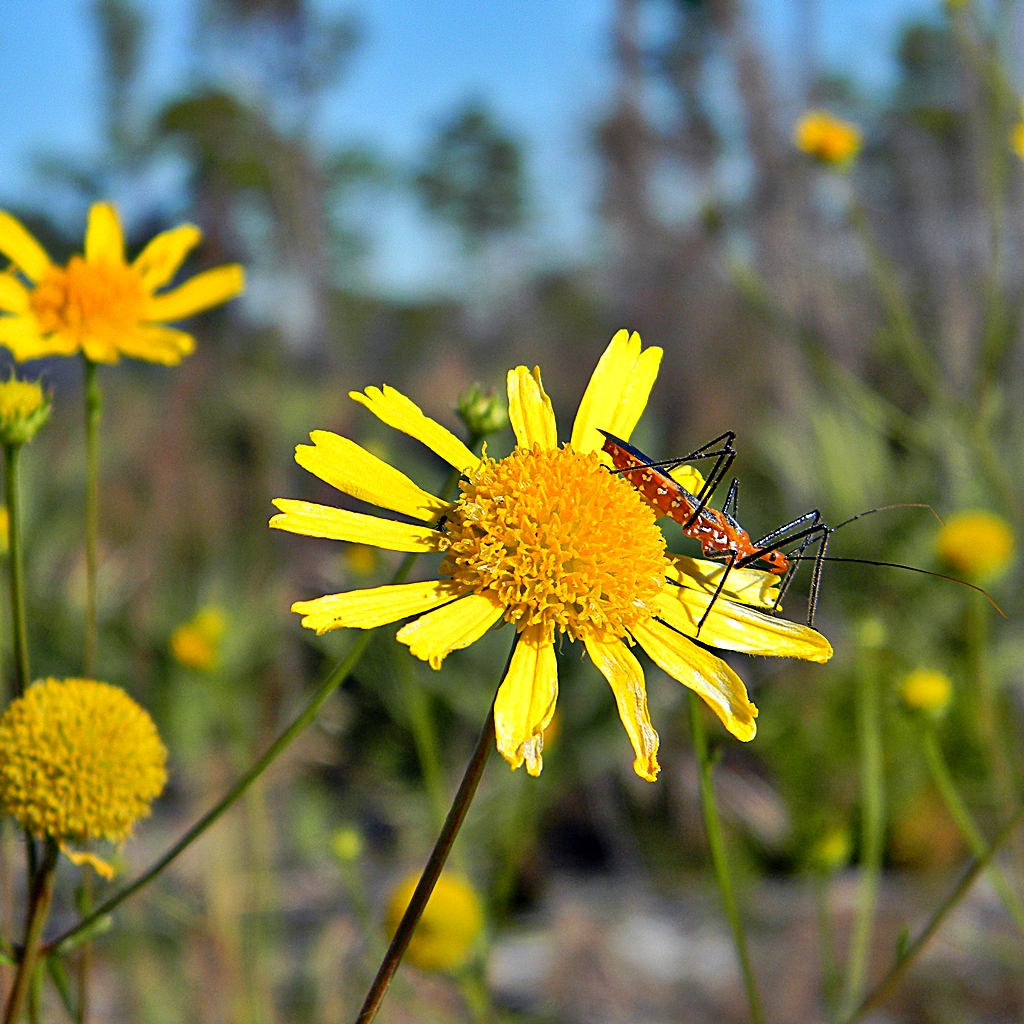
Infiorescenza
Balduina angustifolia

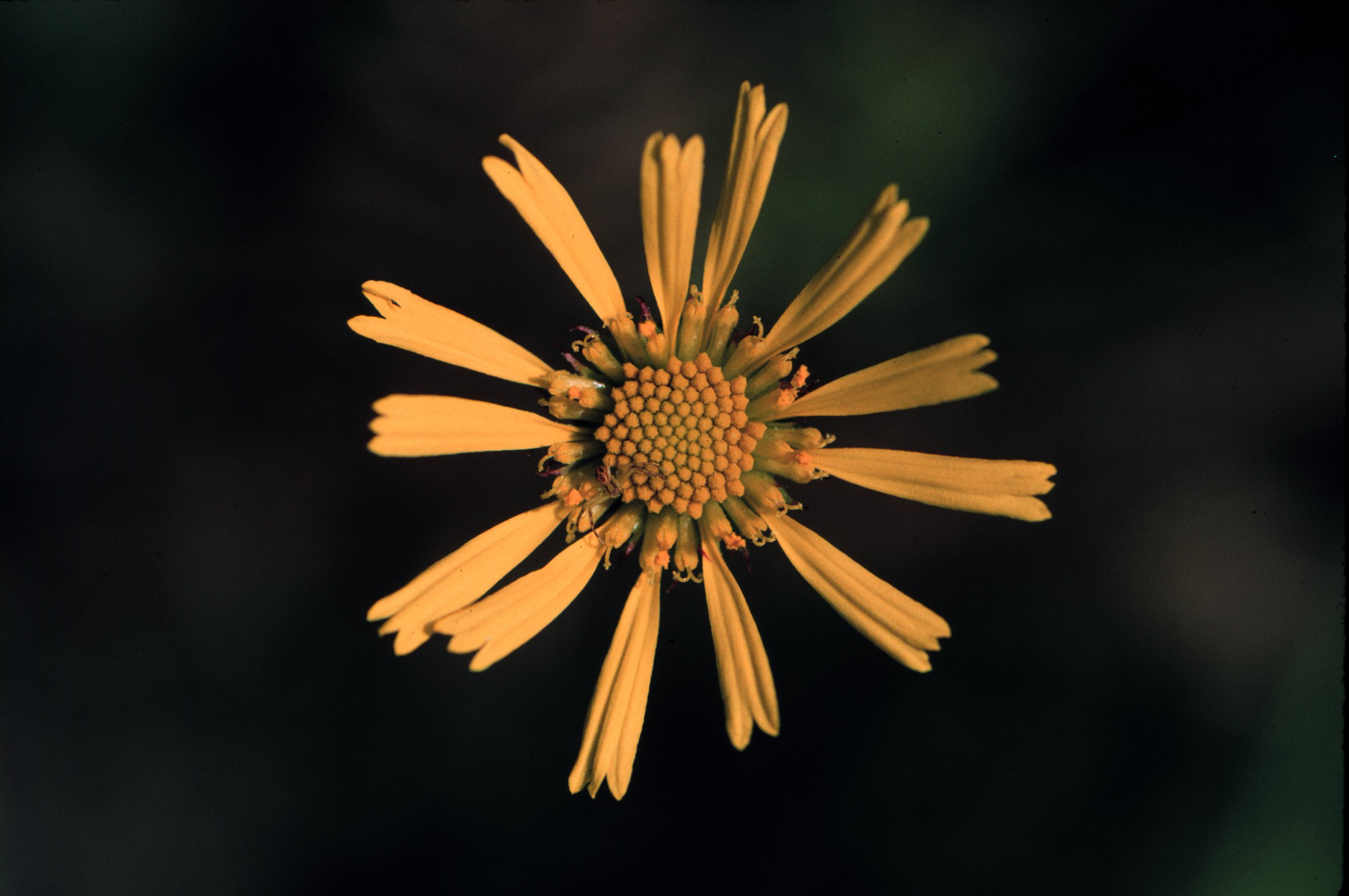
I fiori
Balduina uniflora

Portamento. Le specie di questo genere hanno un habitus erbaceo; la parte sotterranea del fusto generalmente è un rizoma. I cicli biologici sono annuali o perenni. La superficie delle piante è ricoperta di ghiandole punteggiate.
Fusto. La parte aerea in genere è eretta, semplice o ramosa, glabra o pelosa. Altezza media: 30-100 cm.
Foglie. Le foglie lungo il caule sono disposte in modo alterno, sono sessili o brevemente picciolate. La lamina è intera con forme da lineari a oblanceolate o anche lineari-spatolate o spatolate. La superficie varia da più o meno pelosa a glabra.
Infiorescenza. Le infiorescenze (sinflorescenze) sono formate da capolini peduncolati con forme radiate; di solito sono scaposi e solitari, oppure sono raggruppati in larghi corimbi. Le infiorescenze vere e proprie sono formate da un capolino, normalmente con fiori eterogami, composto da un involucro, con forme da emisferiche a largamente campanulate, formato da diverse brattee, al cui interno un ricettacolo fa da base ai fiori di due tipi: raggio e disco. Le brattee, da 30 a 50, piatte, a consistenza erbacea, graduate con differenti lunghezze (disposizione embricata) e con forme da lanceolate a ovate, si trovano su 3-5 serie. Il ricettacolo leggermente convesso o anche globoso; normalmente è privo di pagliette a protezione della base dei fiori (raramente ne è provvisto); la base è fortemente alveolata e in ogni alveolo si trova la base di un fiore. Diametro degli involucri: 6-25 mm.
Fiori.  I fiori sono tetra-ciclici (formati cioè da 4 verticilli: calice – corolla – androceo – gineceo) e pentameri (calice e corolla formati da 5 elementi). Si distinguono in:
- fiori del raggio (esterni): da 8 a 22, sono neutri, sono disposti su una o più serie; la forma è ligulata (fiori zigomorfi);
- fiori del disco: da 30 a 190, sono ermafroditi e fertili con forme tubolari (fiori attinomorfi.

- Formula fiorale:

*/x K {\displaystyle \infty }, [C (5), A (5)], G 2 (infero), achenio 
- Calice: i sepali del calice sono ridotti ad una coroncina di squame.

- Corolla:

- fiori del raggio: la forma della corolla alla base è più o meno tubulosa-imbutiforme, mentre all'apice è ligulata; la ligula termina con 3 denti; il colore in genere è giallo brillante;
- fiori del disco: la forma è tubulare bruscamente divaricata in 5 corti lobi; i lobi, patenti o eretti, hanno una forma deltata o più o meno lanceolata; i colori sono giallo scuro o porpora. La superficie è sparsamente ghiandolare senza cellule sclerificate

- Androceo: l'androceo è formato da 5 stami sorretti da filamenti generalmente liberi; gli stami sono connati e formano un manicotto circondante lo stilo. Le antere sono prive di coda ed hanno delle appendici con forme ovate ; le cellule delle appendici sono per lo più sclerificate mentre la superficie è ricoperta da tricomi ghiandolari. Il tessuto endoteciale, rivestimento interno dell'antera, è quasi sempre polarizzato con due superfici distinte: una verso l'esterno e una verso l'interno. Il polline è sferico con un diametro medio di circa 25 micron;  è tricolporato con tre aperture sia di tipo a fessura che tipo isodiametrica o poro ed è echinato con punte sporgenti e divergenti.

- Gineceo: l'ovario è infero uniloculare formato da 2 carpelli. Lo stilo, il recettore del polline, è profondamente bifido con due stigmi divergenti e con le linee stigmatiche marginali separate e parallele. I due bracci dello stilo hanno una forma da lanceolata a deltoide e possono essere papillosi o ricoperti da ciuffi di peli o tricomi ghiandolari.

Frutti. I frutti sono degli acheni con pappo. Il colore è nero o marrone. La forma è ob-conica. In alcune specie la superficie, da glabra a densamente sericea, è percorsa da coste longitudinali. Il pappo è formato da 7-12 corte setole tipo squame a forma ovata, acuminata, aristata o raramente lineare

## Biologia
Impollinazione: l'impollinazione avviene tramite insetti (impollinazione entomogama tramite farfalle diurne e notturne).

Riproduzione: la fecondazione avviene fondamentalmente tramite l'impollinazione dei fiori (vedi sopra).

Dispersione: i semi (gli acheni) cadendo a terra sono successivamente dispersi soprattutto da insetti tipo formiche (disseminazione mirmecoria). In questo tipo di piante avviene anche un altro tipo di dispersione: zoocoria. Infatti gli uncini delle brattee dell'involucro (se presenti) si agganciano ai peli degli animali di passaggio disperdendo così anche su lunghe distanze i semi della pianta. Inoltre per merito del pappo (se presente) il vento può trasportare i semi anche a distanza di alcuni chilometri (disseminazione anemocora).

## Distribuzione e habitat
Le specie di questo genere sono distribuite negli USA sud-orientali e in Australia.

## Sistematica
La famiglia di appartenenza di questa voce (Asteraceae o Compositae, nomen conservandum) probabilmente originaria del Sud America, è la più numerosa del mondo vegetale, comprende oltre 23.000 specie distribuite su 1.535 generi, oppure 22.750 specie e 1.530 generi secondo altre fonti (una delle checklist più aggiornata elenca fino a 1.679 generi). La famiglia attualmente (2021) è divisa in 16 sottofamiglie; la sottofamiglia Asteroideae è una di queste e rappresenta l'evoluzione più recente di tutta la famiglia.

### Filogenesi
Il gruppo di questa voce è descritto nella sottotribù Gaillardiinae caratterizzata da ampie brattee riflesse dell'involucro e dalla presenza di un ricettacolo spesso spinoso vicino ai margini delle pagliette.
Nell'ambito della sottotribù Balduina si trova nel "core" delle Gaillardiinae e insieme al genere Gaillardia forma un "gruppo fratello".
I caratteri distintivi del genere sono:
- le appendici delle antere e i bracci dello stilo sono ricoperti da tricomi ghiandolari;
- le scaglie del pappo sono prive di nervatura centrale.

Il numero cromosomico delle specie di questa voce è: 2n = 36.

### Elenco delle specie
Questo genere ha 3 specie:
- Balduina angustifolia B.L.Rob.
- Balduina atropurpurea  R.M.Harper
- Balduina uniflora  Nutt.

### Sinonimi
Sono elencati alcuni sinonimi per questa entità:
- Actinospermum Elliott
- Actispermum  Raf.
- Endorima  Raf.
- Mnesiteon  Raf.
- Persoonia  Michx.